# شارلوت سالومون
شارلوت سالومون (به انگلیسی: Charlotte Salomon) (۱۶ آوریل ۱۹۱۷–۱۰ اکتبر ۱۹۴۳) یک هنرمند آلمانی-یهودی متولد برلین بود. او در درجه اول به عنوان خالق یک سِری زندگی‌نامهای از نقاشیهای Leben؟ oder Theater?: Ein Singspiel (زندگی؟ یا تئاتر؟: نمایشنامه آهنگ) متشکل از ۷۶۹ اثر فردی بود که بین سالهای ۱۹۴۱ و ۱۹۴۳ در جنوب فرانسه نقاشی شده‌است. در حالی که سالومون از نازی‌ها پنهان شده بود، در اکتبر ۱۹۴۳ او دستگیر و به آشویتس تبعید شد، جایی که او و فرزند متولد نشده‌اش بلافاصله پس از ورودش توسط نازی‌ها به قتل رسیدند. در سال ۲۰۱۵، اعتراف ۳۵ صفحه‌ای سالومون به مسمومیت مرگبار پدربزرگش که برای دهه‌ها مخفی بود، توسط یک ناشر پاریسی منتشر شد.

## زندگی‌نامه

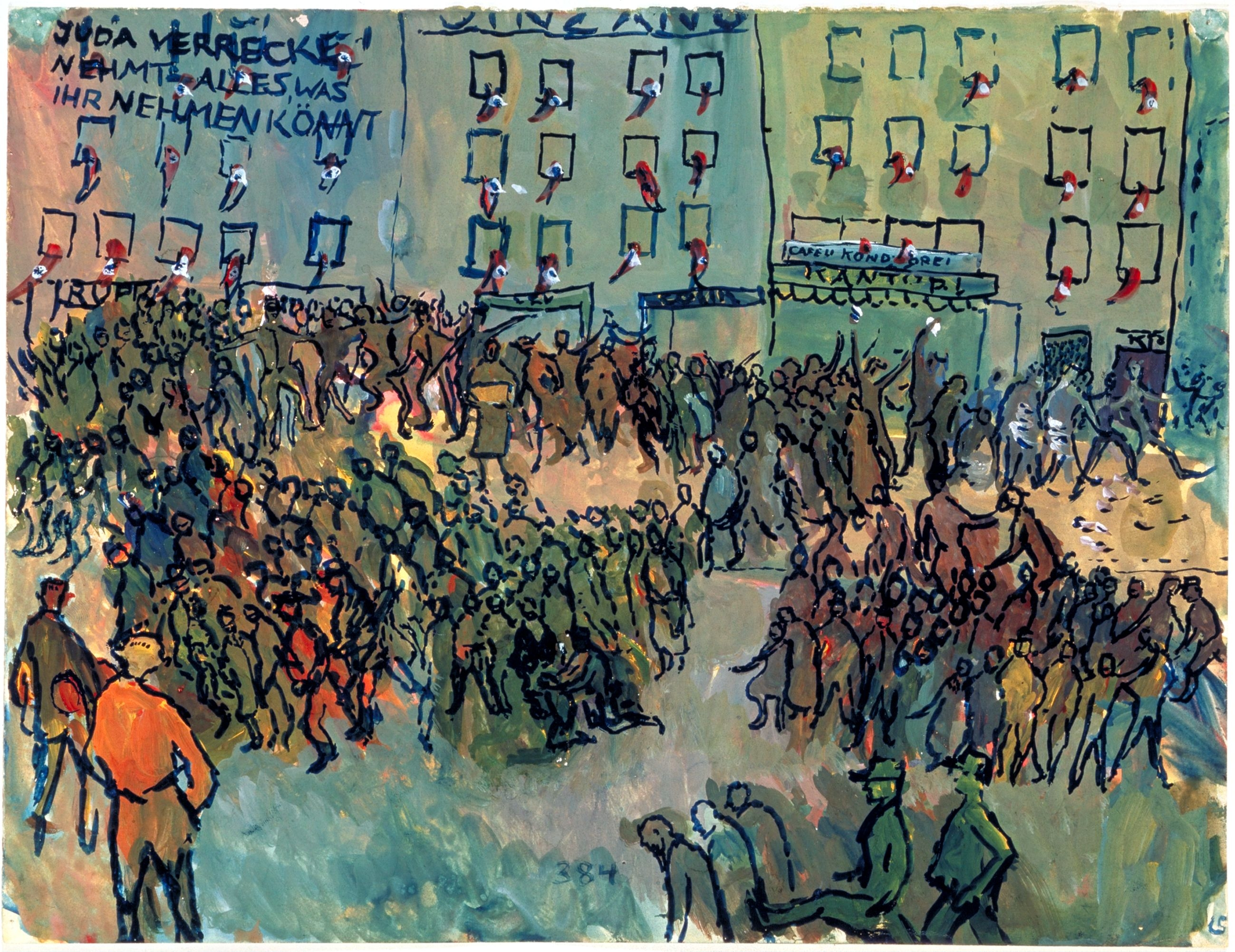
کریستالناخت، ۱۹۴۰–۴۲

شارلوت سالومون از یک خانواده مرفه برلینی بود. پدرش، آلبرت سالومون، جراح بود؛ مادرش، فرانزیسکا (گرونوالد)، حساس و پریشان، هنگامی که شارلوت هشت یا نه ساله بود، خودکشی کرد، اگرچه او به این باور رسید که مادرش بر اثر آنفولانزا مرده‌است. شارلوت شانزده ساله بود که نازی‌ها در سال ۱۹۳۳ به قدرت رسیدند. او به سادگی از رفتن به مدرسه امتناع کرد و در خانه ماند. در زمانی که دانشگاه‌های آلمان سهمیه دانشجویان یهودی خود را به ۱٫۵ درصد از دانشجویان محدود می‌کردند (به شرط اینکه پدران‌شان در خط مقدم جنگ جهانی اول خدمت کرده باشند)، سالومون موفق شد در مدارس هنرهای زیبا و کاربردی ایالات متحده (مدارس دولتی ایالات متحده برای هنرهای ناب و کاربردی) در سال ۱۹۳۶ پذیرش بگیرد. او به مدت دو سال در آنجا نقاشی خواند، اما تا تابستان ۱۹۳۸ سیاست یهودستیزی رایش سوم هیتلر به این معنی بود که ادامه تحصیل در کالج برای او بسیار خطرناک بود و او دیگر برنگشت. با وجود این‌که او برنده جایزه شد.
پدر سالومون در نوامبر ۱۹۳۸ پس از کریستالناخت برای مدت کوتاهی در اردوگاه کار اجباری زاخسنهاوزن بازداشت شد و خانواده سالومون تصمیم گرفتند آلمان را ترک کنند. شارلوت به جنوب فرانسه فرستاده شد تا با پدربزرگ و مادربزرگش که قبلاً در ویلفرانش-سور-مر در نزدیکی نیس ساکن بودند زندگی کند. آن‌ها در کلبه‌ای در محوطه یک ویلای مجلل L'Ermitage (اکنون ویران شده) که متعلق به یک آمریکایی ثروتمند به نام اوتیلی مور بود، زندگی می‌کردند که به تعدادی از کودکان یهودی پناه داد. سالومون L'Ermitage را با پدربزرگ و مادربزرگش ترک کرد تا در آپارتمانی در نیس زندگی کند، جایی که مادربزرگش سعی کرد خود را در حمام حلق آویز کند. سپس پدربزرگش حقیقت خودکشی مادرش و همچنین خودکشی عمه شارلوت، مادربزرگش، عموی بزرگش و برادرزاده مادربزرگش را برای شارلوت فاش کرد. اندکی پس از شروع جنگ در سپتامبر ۱۹۳۹، مادربزرگ شارلوت موفق شد جان خود را بگیرد. مادربزرگش ورونال و مورفین را برای زمان ورود ارتش آلمان انباشته کرده بود، اما وقتی از دسترسی به داروهایش محروم شد، در عوض سعی کرد خود را حلق آویز کند و در نهایت با پرتاب خود از پنجره موفق شد.
شارلوت و پدربزرگش توسط مقامات فرانسوی در اردوگاهی تیره و تار در پیرنه به نام گورس بازداشت شدند. شارلوت در زندگی؟ یا تئاتر؟ به یاد می‌آورد که گذراندن یک شب در قطار شلوغ بر گذراندن یک شب با پدربزرگش ارجح است: «من ترجیح می‌دهم ده شب بیشتر به این صورت داشته باشم تا یک شب تنها با او». سخنان خود او در اعتراف نامه‌ای ۳۵ صفحه‌ای که در سال ۲۰۱۵ منتشر شد، احتمال سوء استفاده جنسی را آشکار می‌کند.

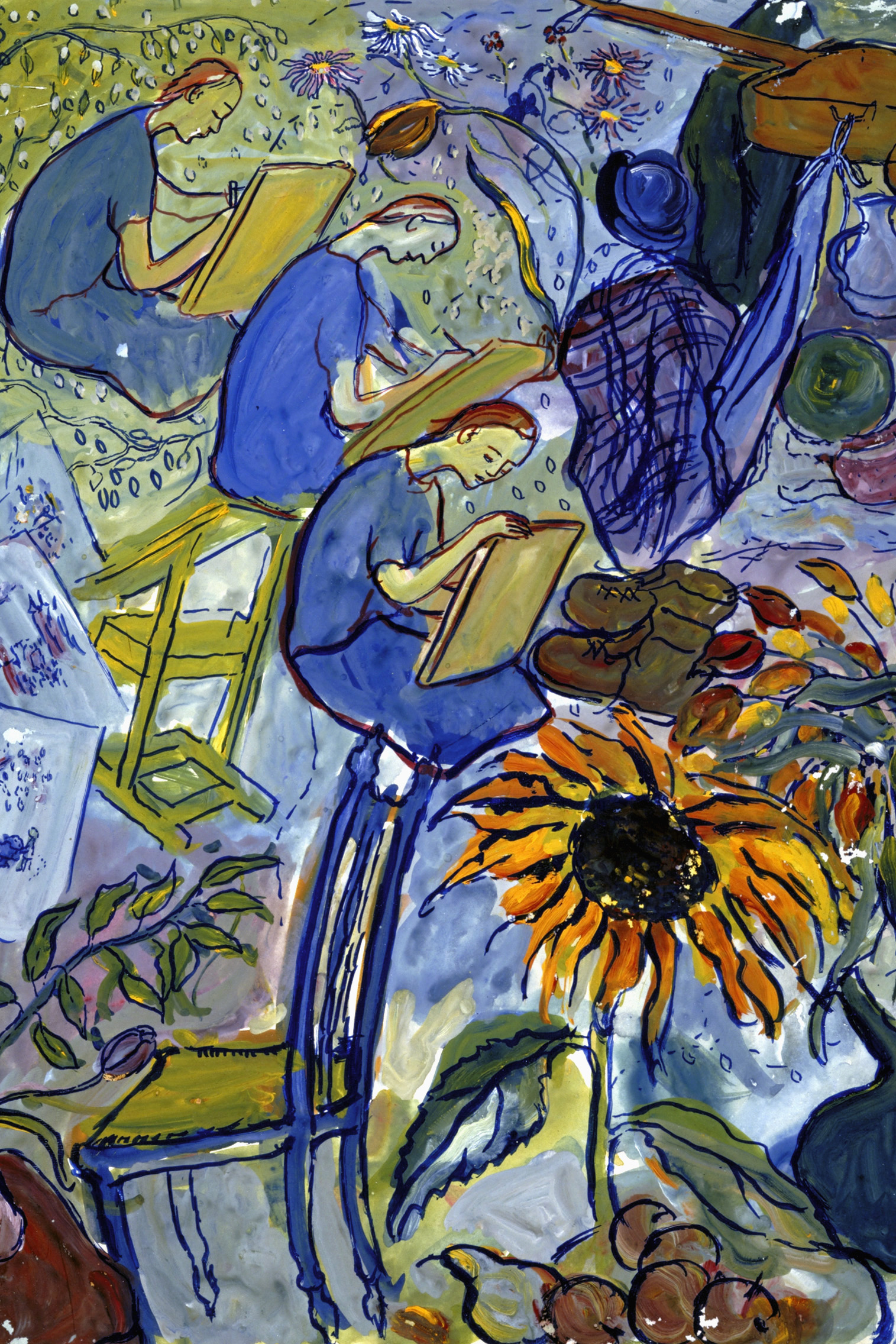
گواش از زندگی؟ یا تئاتر؟، ۱۹۴۰–۴۲

آن‌ها به دلیل ناتوانی پدربزرگش آزاد شدند. پدربزرگش برای زندگی به نیس بازگشت و در ویلفرانچ، شارلوت پس از همه افشاگری‌ها با یک حمله عصبی مواجه شد که با انزجار از پدربزرگش همراه بود. او در زندگی نوشت؟ یا تئاتر؟ این آقای دکتر لودویگ گرونوالد بود، نه «آقای هیتلر» که «برای من سمبل افرادی بود که باید در برابر آن‌ها مقاومت می‌کردم.» دکتر جورج موریدیس، پزشک محلی، به او توصیه کرد که نقاشی کند.
سالومون اتاقی را در پانسیون La Belle Aurore در سن ژان کپ فرات اجاره کرد و در آنجا کارهایی را آغاز کرد که بیشتر از او عمر می‌کرد. او مجموعه ۷۶۹ نقاشی خود را با عنوان زندگی؟ یا تئاتر؟ - با بیان اینکه او تحت تأثیر «این سؤال است: آیا باید جان خود را بگیرد یا کاری بسیار غیرعادی انجام دهد». او در مدت دو سال بیش از هزار گواش نقاشی کرد. او نقاشی‌ها را ویرایش کرد، آن‌ها را دوباره تنظیم کرد و متن‌ها، زیرنویس‌ها و هم‌پوشانی‌ها را اضافه کرد. او عادت داشت هنگام نقاشی، آهنگ‌ها را برای خودش زمزمه کند. کل کار یک اتوبیوگرافی کمی خارق‌العاده بود که وقایع اصلی زندگی او را حفظ می‌کرد - مرگ مادرش، مطالعه هنر در سایه رایش سوم، رابطه او با پدربزرگ و مادربزرگش. او همچنین نت‌هایی در مورد موسیقی مناسب اضافه کرد تا جلوه دراماتیک را افزایش دهد و زندگی؟ یا تئاتر؟
در سال ۱۹۴۲، با اجازه اقامت او بسته به اینکه سرپرست پدربزرگش باشد، در نیس به او پیوست. سپس اعتراف کرد که او را با یک املت ورونال خانگی مسموم کرد، پرتره او را کشید و نامه‌ای ۲۵ صفحه‌ای اعتراف به معشوق سابقش آلفرد ولفسون نوشت، که هرگز نامه را دریافت نکرد.
در سال ۱۹۴۳، زمانی که نازی‌ها جستجوی خود را برای یهودیان ساکن در جنوب فرانسه شدید کردند، سالومون این اثر را به یک پزشک محلی به نام ویلفرانش که با او آشنا بود سپرد و آن را خطاب به اوتیلی مور - میلیونر آلمانی-آمریکایی که صاحب ویلای سالومون بود. پنهان شدن در آن زمان او نام مور را در بالای صفحه حک کرد و به دکتر گفت: «این را محفوظ بدار، این تمام زندگی من است.» مور، که بسته را به خانواده باقیمانده شارلوت داد، پس از بازگشت به اروپا در سال ۱۹۴۷، پس از پایان جنگ، بسته را دریافت کرد.
در سپتامبر ۱۹۴۳، سالومون با یک پناهنده یهودی-آلمانی دیگر به نام الکساندر ناگلر ازدواج کرد. این دو نفر از خانه‌شان بیرون کشیده شدند و با راه‌آهن از نیس به «مرکز پردازش» نازی‌ها در درانسی نزدیک پاریس منتقل شدند. در این حال سالومون پنج‌ماهه باردار بود. او در ۷ اکتبر ۱۹۴۳ به آشویتس منتقل شد و احتمالاً در همان روزی که به آنجا رسید، یعنی در ۱۰ اکتبر، در اتاق گاز به قتل رسید.

## زندگی؟ یا تئاتر؟ (Leben? oder Theater)

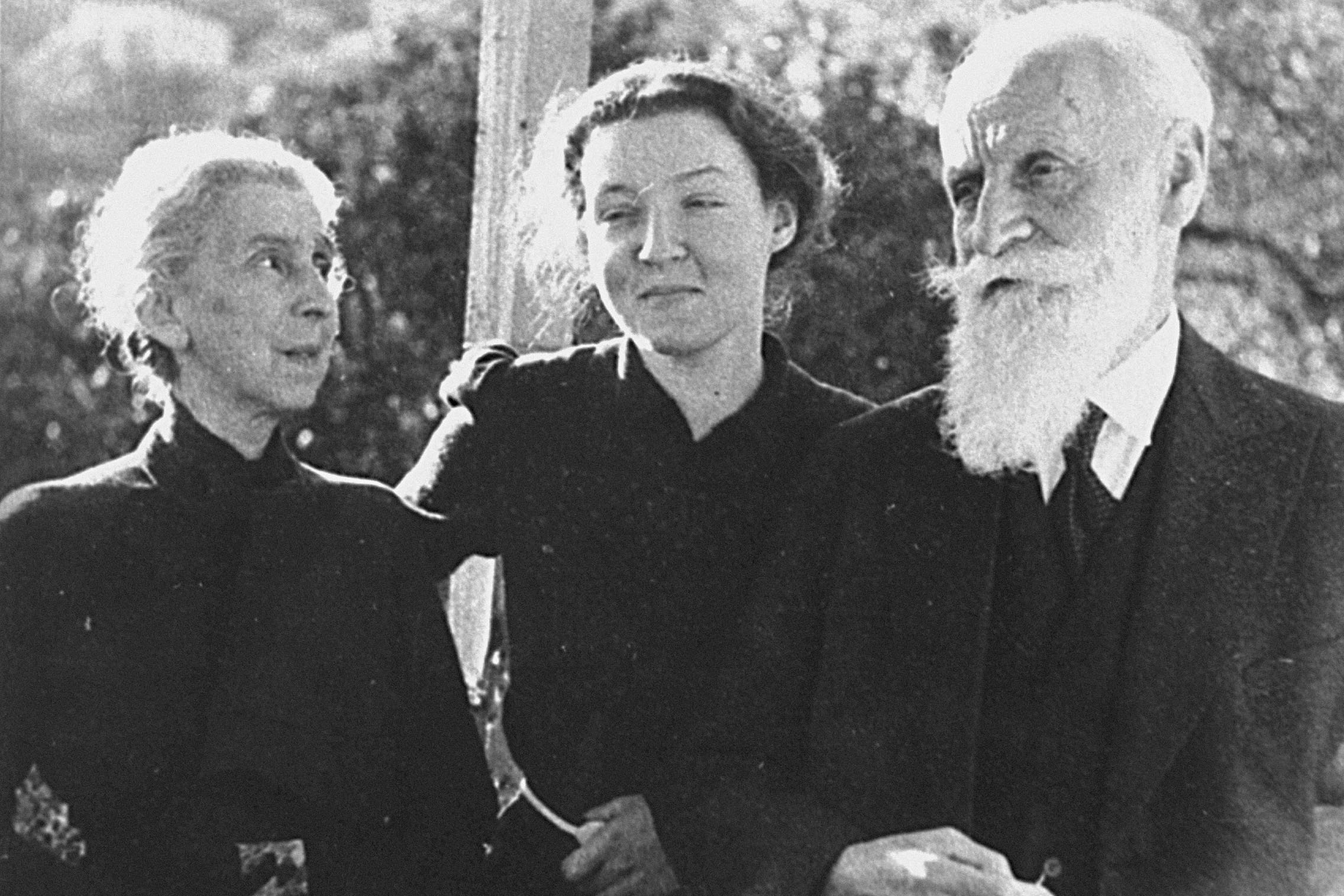
شارلوت همراه پدربزرگ و مادربزرگش

بخش بزرگی از زندگی؟ یا تئاتر؟ دربارهٔ وسواس او با آمادئوس دابرلون، معلم صداگذاری است که او از طریق نامادری خود پائولینکا بیمبام با او آشنا شد (سالومون به همه شخصیت‌هایش نام‌های مستعار طنزآمیز و اغلب شوخی می‌دهد). این بخش‌ها روایت‌های صادقانه و قانع‌کننده‌ای از رابطه پرشور او با آلفرد ولفسون است - کسی که کار هنری او را جدی گرفت. نمی‌توان دانست که آیا روایت سالومون از رابطه او با ولفسون با واقعیت مطابقت دارد یا خیر، اما او بدون شک اولین عشق او بود.
در سال ۱۹۴۳، زمانی که ۲۶ ساله بود، شارلوت سالومون مجموعه نقاشی‌های خود را به دکتر موریدیس، دوست قابل اعتمادی که او را در مورد افسردگی‌اش راهنمایی کرده بود، داد.
زندگی؟ یا تئاتر؟ به عنوان «اثر هنری کل» است. واگنری در سنت ایده بلندپروازانه آلمانی قرن نوزدهم برای ادغام شعر، موسیقی و هنرهای تجسمی در نظر گرفته شده‌است. با این حال، کار سالومون واژگونی آن سنتی است که قرار بود تجلی نهایی فرهنگ ژرمنی باشد - در عوض این اثری است که توسط «زن جوانی که به نژادی ظاهراً بیگانه تعلق داشت و به‌همین دلیل حتی حقی برای او نداشتند خلق شده‌است، وجود داشته باشد، چه برسد به جایگاهی در جامعه».

### شفافیت‌ها

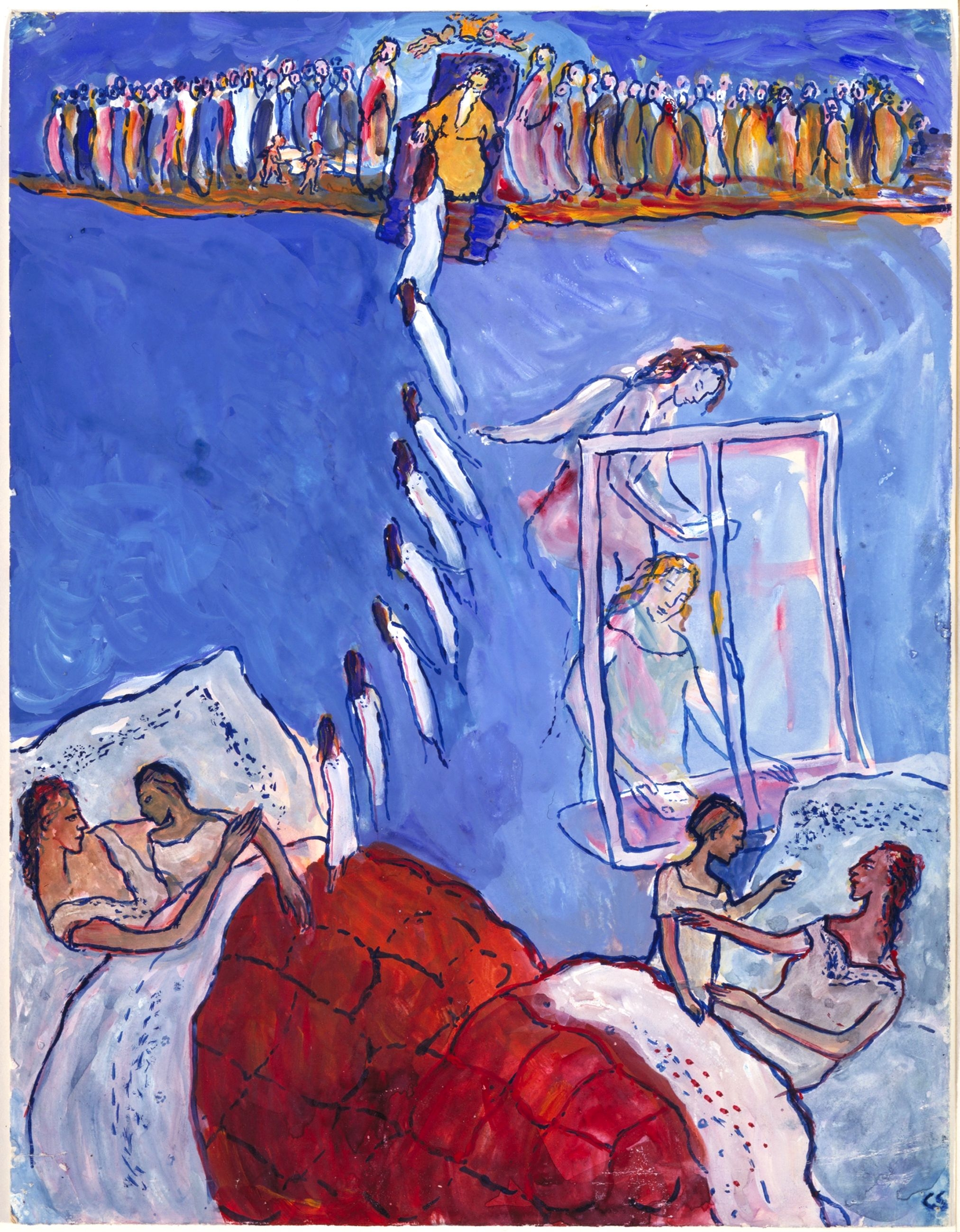
گواش
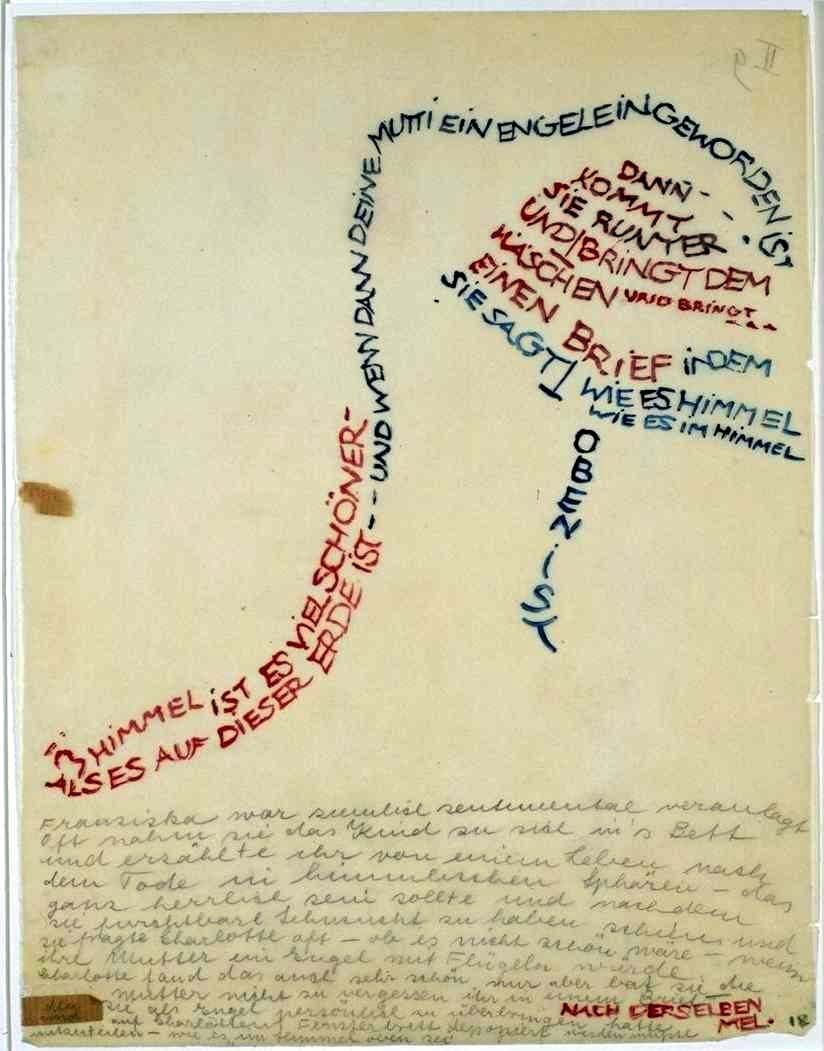
پوشش شفاف
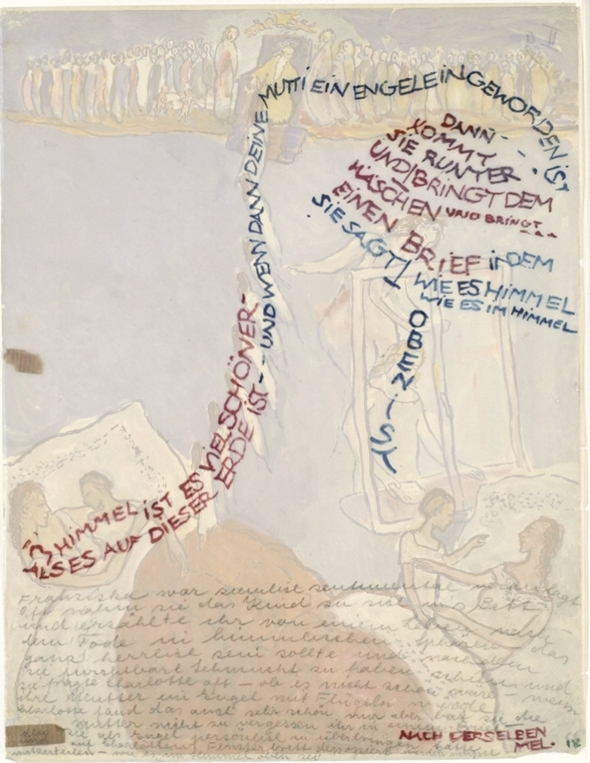
تصویر ترکیبی

این کار شامل حدود دویست شفافیت است که متنی را برای پوشاندن گواش‌های مرتبط با خود حمل می‌کند؛ مثال نشان داده شده معمولی است. این گواش پایانی صحنه ۱ پیش‌درآمد است و شارلوت کان خیالی (به نمایندگی از خود سالومون) را در رختخواب با مادرش فرانزیسکا به تصویر می‌کشد که به شارلوت می‌گوید که چقدر در بهشت شگفت‌انگیز است و چگونه یک روز او (فرانزیسکا) به آن‌جا خواهد رفت. و تبدیل به یک فرشته می‌شود و نامه‌ای برای شارلوت بر روی طاقچه‌اش می‌گذارد که زندگی در بهشت را توصیف می‌کند.

## گالری آثار

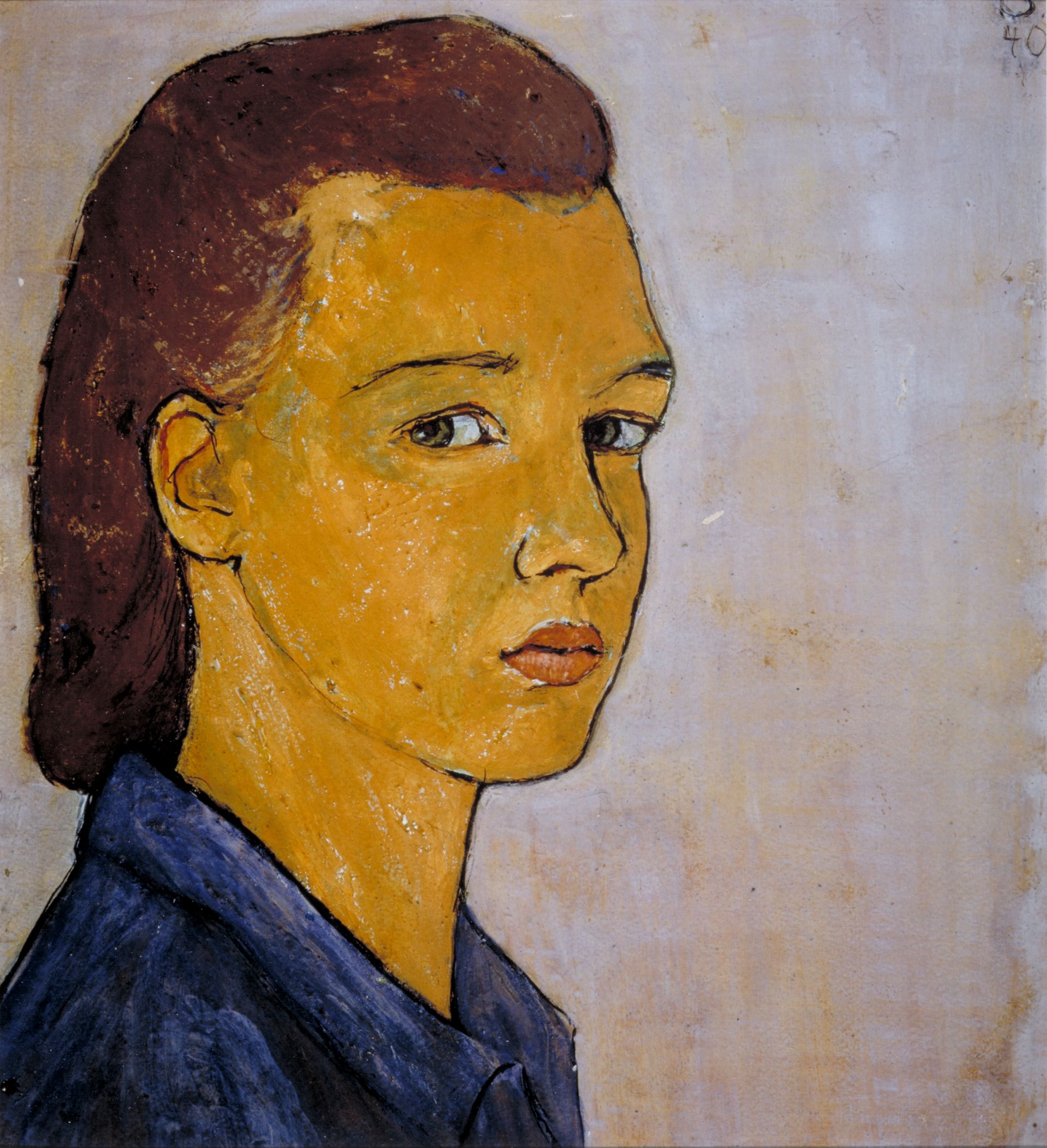
شارلوت سالومون، پرتره، ۱۹۴۰؛ رنگ گواش روی مقوا